# Anaspis lurida
Anaspis lurida är en skalbaggsart som beskrevs av Stephens 1832. Anaspis lurida ingår i släktet Anaspis, och familjen ristbaggar. Arten har ej påträffats i Sverige.